# Embattled
Embattled (titulada En lucha en España) es una película estadounidense de drama deportivo dirigida por Nick Sarkisov y escrita por David McKenna. Estrenada en 2020, la cinta se centra en la relación entre un peleador de artes marciales mixtas (MMA) y su hijo, quien aspira a seguir los pasos de su padre mientras enfrenta los desafíos de una dinámica familiar abusiva.

## Argumento
La historia sigue a Cash Boykins (interpretado por Stephen Dorff), un exitoso y agresivo peleador de MMA que abandonó a su familia cuando su segundo hijo nació con el síndrome de Williams. Su hijo mayor, Jett (Darren Mann), asume el rol de cuidador de su hermano menor, Quinn (Colin McKenna), y decide convertirse adentrarse también en las MMA. Esta decisión lo lleva a un inevitable enfrentamiento en el ring con su propio padre, donde ambos deberán confrontar sus conflictos personales y familiares.

## Reparto
- Stephen Dorff como Cash "El Cazador" Boykins
- Darren Mann como Jett William Boykins
- David Alexander Kaplan como el joven Jett William Boykins
- Karrueche Tran como Jade Boykins
- Colin McKenna como Quinn Boykins
- Jakari Fraser como Kingston Boykins
- Donald Faison como el señor Dan Stewart
- Saïd Taghmaoui como Claude Yaurek
- Elizabeth Reaser como Susan Boykins
- Drew Starkey como Tanner Van Holt
- Ethan Melisano como Timofei "El Terrible" Kozlov
- Brian Walters como Christian Kim
- Leopold Manswell como Kareef Hardicke
- Brian Oerly como Jamie Ghould
- Chip Carriere como Earl Hardy
- Adam Karst como Rami Elbahri
- Mark Fite como David Adelsberg
- Michael Wayne Foster como Richie Simmons
- Oliver Trevena como Syd Man
- Donald Cerrone como Jack "Autógrafo Jack"
- Kasandra Bandfield como Alice Yaurek
- Mimi Davila como Patty Martínez
- Marie Burke como Amber Jefferson
- Sienna Novikov como Emma Levesque
- Ava Capri como Keaton Carmichael
- Lindsey Garrett como la Sra. Malek
- Marcus Bailey como Daryl
- Kevin Ianucci como Patrick
- Drew Scheid como Brian
- Benjamin M. Pelham como Jerry
- Demorian Treyse Lizana como Jamar
- Charline St. Charles como Leticia
- Mina Ownlee como Gladys
- Kenny Florian como él mismo
- Tyron Woodley como él mismo

## Producción
La película se rodó en Birmingham, Alabama, entre septiembre y noviembre de 2018. IFC Films adquirió los derechos de distribución en julio de 2020 y la estrenó en cines y en plataformas de video bajo demanda el 20 de noviembre de 2020.

## Recepción
"Embattled" recibió críticas mixtas. En Rotten Tomatoes, cuenta con una aprobación del 69% basada en 26 reseñas, con un consenso que indica: "Embattled lucha contra los clichés del género mientras ofrece suficientes golpes emocionales para hacer de este un drama deportivo que vale la pena ver". En Metacritic, la película tiene una puntuación de 56 sobre 100, indicando "críticas mixtas o promedio". El Los Angeles Times la describió como "un emocionante y aguerrido drama" y "como un conmovedor drama familiar, es una contendiente".